# TRIAC

Triac kapcsolási rajza

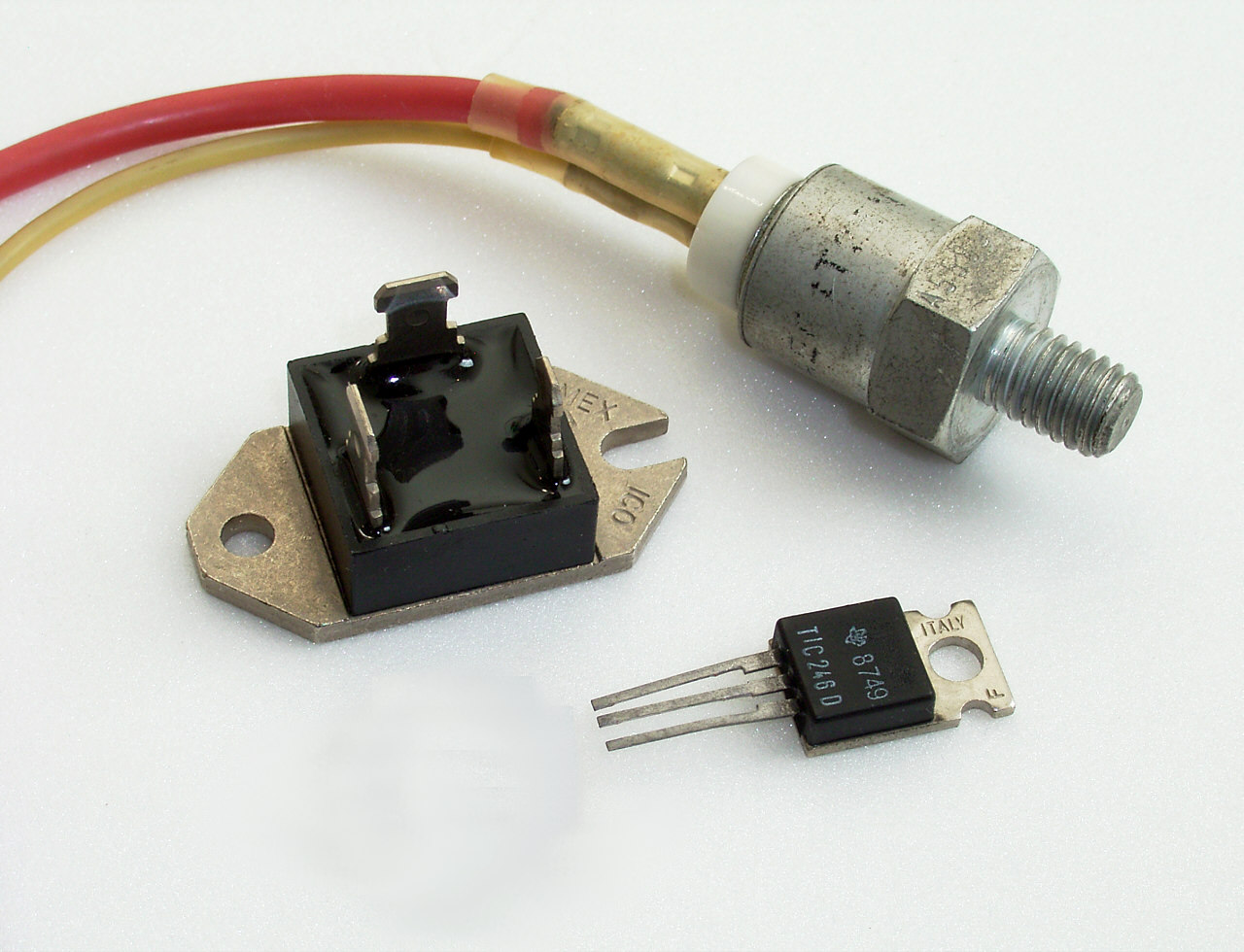
Triacok

A TRIAC (TRIode for Alternating Current) egy ötrétegű félvezető áramköri elem, amely modellezhető két egymással antiparalel kapcsolt tirisztorral. Váltakozó áramon nagy teljesítményű fogyasztó be- és kikapcsolására használják. A szinuszos jel nullátmenetekor (áramfolyástól mentes pillanat) kikapcsol, így minden periódusban eldönthető, hogy bekapcsoljon vagy sem. A szinusz periódusa közben nincs mód a kikapcsolására. Ha erre mégis igény mutatkozna, IGBT-t célszerű alkalmazni.
További érdekessége, hogy ha a begyújtás nem a szinuszjel elején történik, hanem a jel közben, teljesítményszabályozó vagy lágyindító készíthető vele.
Előnye: minimális disszipációval lehet számolni alkalmazása során, hiszen vagy szakadás állapotában van, vagy teljesen bekapcsolt állapotban, amikor a nagy átfolyó áram mellett is csak 1,5 V körüli feszültség esik rajta. Így csak kismértékű hűtést igényel, jó hatásfokú félvezetőalapú kapcsolóelem.

## Felépítése és működése

Triac félvezető konstrukció